# Куликовский сельсовет (Лебедянский район)
Куликовский сельсове́т — сельское поселение в Лебедянском районе Липецкой области России.
Административный центр — село Куликовка Вторая.

## География
Площадь — всего 6734 км², в том числе занятые с/х угодьями — 5807 км², занятые землями лесного фонда 168 км², землями населенных пунктов 25 кв. км

## История
В 1954 году в территорию Куликовского сельского Совета включены земли упразднённого Дон-Избищенского сельсовета.
В соответствии с законами Липецкой области № 114-оз от 02.07.2004 и № 126-оз от 23.09.2004 Куликовский сельсовет наделён статусом сельского поселения, установлены границы муниципального образования.

## Население
| 2010 | 2012 | 2013 | 2014 | 2015 | 2016 | 2017 |
| ---- | ---- | ---- | ---- | ---- | ---- | ---- |
| 789  | ↘765 | ↘749 | ↘734 | ↘733 | ↗735 | ↘720 |
| 2018 | 2021 |      |      |      |      |      |
| ↘712 | ↘689 |      |      |      |      |      |

## Состав сельского поселения
| № | Населённый пункт | Тип населённого пункта       | Население |
| - | ---------------- | ---------------------------- | --------- |
| 1 | Куликовка Вторая | село, административный центр | 438       |
| 2 | Донские Избищи   | село                         | ↘237      |
| 3 | Дубровка         | деревня                      | 41        |
| 4 | Ключи            | деревня                      | 27        |
| 5 | Парлово          | деревня                      | 14        |
| 6 | Куликовка Первая | деревня                      | 19        |
| 7 | Степановка       | деревня                      | 13        |